# Dosed
Dosed is een lied van de Red Hot Chili Peppers en komt van het album By The Way. Het lied werd als radiosingle uitgebracht in de VS, terwijl in Europa Universally Speaking werd uitgebracht als single, met een videoclip.